# Partit de les Dones Lliures del Kurdistan
El Partit de les Dones Lliures del Kurdistan és un partit kurd que fou creat el 2004 com a partit separat feminista i femeni, amb el que havia estat abans la Unió de Dones Lliures del Kurdistan (Tevgera Azâdia Jinen Kurdistan, TAJK), més abans Moviment de Dones Lliures del Kurdistan i anteriorment encara Unió de Dones Patriotes del Kurdistan (Yekitîa Jinen Welatpazeren Kurdistan, YJWK) que fou la branca femenina del Partit dels Treballadors del Kurdistan. Les dones tenen un paper considerable a la lluita dels kurds a Turquia. La bandera és vermella i té al centre la meitat vertical del sol a l'esquerra i un ram de llorer a la dreta; el cercle central es difumina del groc al vermell. Seguint els llorers hi ha una inscripció de la qual s'ha comprovat per fotos a la seva pàgina web dues versions i una tercera apareix en dibuix en un altre lloc
La Unió de Dones Patriotes del Kurdistan (Yekitîa Jinen Welatpazeren Kurdistan, YJWK) fou la branca femenina del Partit dels Treballadors del Kurdistan, formada el 1986. El nom fou modificat el 1994 a Moviment de Dones Lliures del Kurdistan. Al 5è congrés del PKK el nom fou canviat altra vegada, ara a Unió de Dones Lliures del Kurdistan (Tevgera Azâdia Jinen Kurdistan, TAJK). El 2004 va agafar el nom de Partit de les Dones Lliures del Kurdistan (Partiya Jiyana Azad a Kurdistanê o Partiya Azadiya Jin a Kurdistan, PAJK).